# Liste der Monuments historiques in Onjon
Die Liste der Monuments historiques in Onjon führt die Monuments historiques in der französischen Gemeinde Onjon auf.

## Liste der Immobilien
| Bezeichnung      | Beschreibung           | Standort           | Kennzeichnung | Schutzstatus | Datum | Bild           |
| ---------------- | ---------------------- | ------------------ | ------------- | ------------ | ----- | -------------- |
| Kirche St-Parres | ab dem 16. Jahrhundert | Rue du Bois (Lage) | PA00078174    | Inscrit      | 1987  | weitere Bilder |

## Liste der Objekte
| Bezeichnung                            | Beschreibung                                                               | Standort                       | Kennzeichnung | Schutzstatus | Datum | Bild |
| -------------------------------------- | -------------------------------------------------------------------------- | ------------------------------ | ------------- | ------------ | ----- | ---- |
| Skulptur Johannes Evangelist           | Holz, 17. Jahrhundert; in der Mairie deponiert                             | in der Kirche St-Parres (Lage) | PM10001431    | Classé       | 1913  |      |
| Skulptur Heiliger Patroclus von Troyes | Kalkstein, farbig gefasst und vergoldet, erste Hälfte des 16. Jahrhunderts | in der Kirche St-Parres (Lage) | PM10004480    | Inscrit      | 1979  |      |
| Kirchenfenster                         | aus dem 16. Jahrhundert                                                    | in der Kirche St-Parres (Lage) | PM10001430    | Classé       | 1913  |      |
| Adlerpult                              | Eichenholz, farbig gefasst, 17. Jahrhundert; eingelagert                   | in der Kirche St-Parres (Lage) | PM10001432    | Classé       | 1913  |      |